# Championnats du monde de VTT et de trial 2008
Pour les articles homonymes, voir Trial (homonymie).
Navigation
Fort William 2007 Canberra 2009
Les championnats du monde de VTT et de trial 2008 se sont déroulés à Val di Sole en Italie du 17 au 22 juin 2008.

## Médaillés

### Cross-country
| Épreuves                                    | Or                                                                                 | Or              | Argent                                                       | Argent       | Bronze                                                                           | Bronze       |
| ------------------------------------------- | ---------------------------------------------------------------------------------- | --------------- | ------------------------------------------------------------ | ------------ | -------------------------------------------------------------------------------- | ------------ |
| Hommes résultats détaillés                  | Christoph Sauser                                                                   | 1 h 58 min 26 s | Florian Vogel                                                | + 2 min 55 s | Ralph Näf                                                                        | + 4 min 20 s |
| Femmes résultats détaillés                  | Margarita Fullana                                                                  | 1 h 39 min 01 s | Sabine Spitz                                                 | + 1 min 43 s | Irina Kalentieva                                                                 | + 2 min 20 s |
| Hommes, moins de 23 ans résultats détaillés | Nino Schurter                                                                      | 1 h 44 min 34 s | Burry Stander                                                | + 41 s       | Mathias Flückiger                                                                | + 3 min 46 s |
| Femmes, moins de 23 ans résultats détaillés | Tanja Žakelj                                                                       | 1 h 35 min 31 s | Nathalie Schneitter                                          | + 2 min 59 s | Aleksandra Dawidowicz                                                            | + 3 min 15 s |
| Hommes, juniors résultats détaillés         | Peter Sagan                                                                        | 1 h 35 min 21 s | Arnaud Jouffroy                                              | + 1 min 34 s | Matthias Rupp                                                                    | + 2 min 51 s |
| Femmes, juniors résultats détaillés         | Laura Abril                                                                        | 1 h 16 min 08 s | Barbara Benko                                                | + 38 s       | Mona Eiberweiser                                                                 | + 2 min 11 s |
| Relais mixte résultats détaillés            | France Jean-Christophe Péraud Arnaud Jouffroy Laurence Leboucher Alexis Vuillermoz | 1 h 24 min 45 s | Suisse Florian Vogel Matthias Rupp Petra Henzi Nino Schurter | + 2 min 22 s | Italie Marco Aurelio Fontana Gerhard Kerschbaumer Eva Lechner Cristian Cominelli | + 2 min 23 s |

### Descente
| Épreuves                            | Or              | Or            | Argent          | Argent    | Bronze         | Bronze    |
| ----------------------------------- | --------------- | ------------- | --------------- | --------- | -------------- | --------- |
| Hommes résultats détaillés          | George Atherton | 3 min 12.12 s | Steve Peat      | + 2.62 s  | Greg Minnaar   | + 3.15 s  |
| Femmes résultats détaillés          | Rachel Atherton | 3 min 49.92 s | Sabrina Jonnier | + 11.99 s | Emmeline Ragot | + 17.11 s |
| Hommes, juniors résultats détaillés | Josh Bryceland  | 3 min 23.55 s | Sam Dale        | + 7.61 s  | Rémi Thirion   | + 8.68 s  |
| Femmes, juniors résultats détaillés | Anaïs Pajot     | 4 min 17.71 s | Myriam Nicole   | + 5.73 s  | Mélanie Pugin  | + 28.75 s |

### Four Cross
| Épreuves                   | Or             | Argent             | Bronze            |
| -------------------------- | -------------- | ------------------ | ----------------- |
| Hommes résultats détaillés | Rafael Álvarez | Roger Rinderknecht | Mickael Deldycke  |
| Femmes résultats détaillés | Melissa Buhl   | Jana Horáková      | Romana Labounkova |

### Trial
| Épreuves                                      | Or                    | Or     | Argent           | Argent   | Bronze             | Bronze |
| --------------------------------------------- | --------------------- | ------ | ---------------- | -------- | ------------------ | ------ |
| Hommes 26 pouces résultats détaillés          | Gilles Coustellier    | 27 pts | Vincent Hermance | 33 pts   | Daniel Comas       | 39 pts |
| Hommes 20 pouces résultats détaillés          | Benito Ros Charral    | 11 pts | Rafal Kumorowski | 32 pts   | Sebastian Hoffmann | 36 pts |
| Femmes résultats détaillés                    | Gemma Abant Condal    | 16 pts | Karin Moor       | 20 pts   | Julie Pesenti      | 21 pts |
| Hommes, juniors 26 pouces résultats détaillés | Loris Braun           | 18 pts | James Barton     | 19.5 pts | Kevin Aglae        | 27 pts |
| Hommes, juniors 20 pouces résultats détaillés | Abel Mustieles Garcia | 25 pts | Loris Braun      | 28 pts   | James Barton       | 30 pts |
| Par équipes                                   | Espagne               |        | France           |          | Suisse             |        |

## Tableau des médailles
| Rang  | Nation          | Or | Argent | Bronze | Total |
| ----- | --------------- | -- | ------ | ------ | ----- |
| 1     | Espagne         | 6  | 0      | 1      | 7     |
| 2     | Suisse          | 3  | 6      | 4      | 13    |
| 3     | France          | 3  | 5      | 6      | 14    |
| 4     | Grande-Bretagne | 3  | 2      | 0      | 5     |
| 5     | Colombie        | 1  | 0      | 0      | 1     |
| 5     | États-Unis      | 1  | 0      | 0      | 1     |
| 5     | Slovénie        | 1  | 0      | 0      | 1     |
| 5     | Slovaquie       | 1  | 0      | 0      | 1     |
| 9     | Allemagne       | 0  | 1      | 2      | 3     |
| 10    | Canada          | 0  | 1      | 1      | 2     |
| 10    | Pologne         | 0  | 1      | 1      | 2     |
| 10    | Tchéquie        | 0  | 1      | 1      | 2     |
| 13    | Afrique du Sud  | 0  | 1      | 0      | 1     |
| 13    | Hongrie         | 0  | 1      | 0      | 1     |
| 15    | Australie       | 0  | 0      | 1      | 1     |
| 15    | Italie          | 0  | 0      | 1      | 1     |
| 15    | Russie          | 0  | 0      | 1      | 1     |
| Total | Total           | 19 | 19     | 19     | 57    |